# Orosberg
Der Orosberg ist ein markanter Berg in Namibia mit 1822 m Höhe. Der Berg liegt rund 48 km östlich von Otjiwarongo, der Hauptstadt der Region Otjozondjupa.